# Melodifestivalen 2012

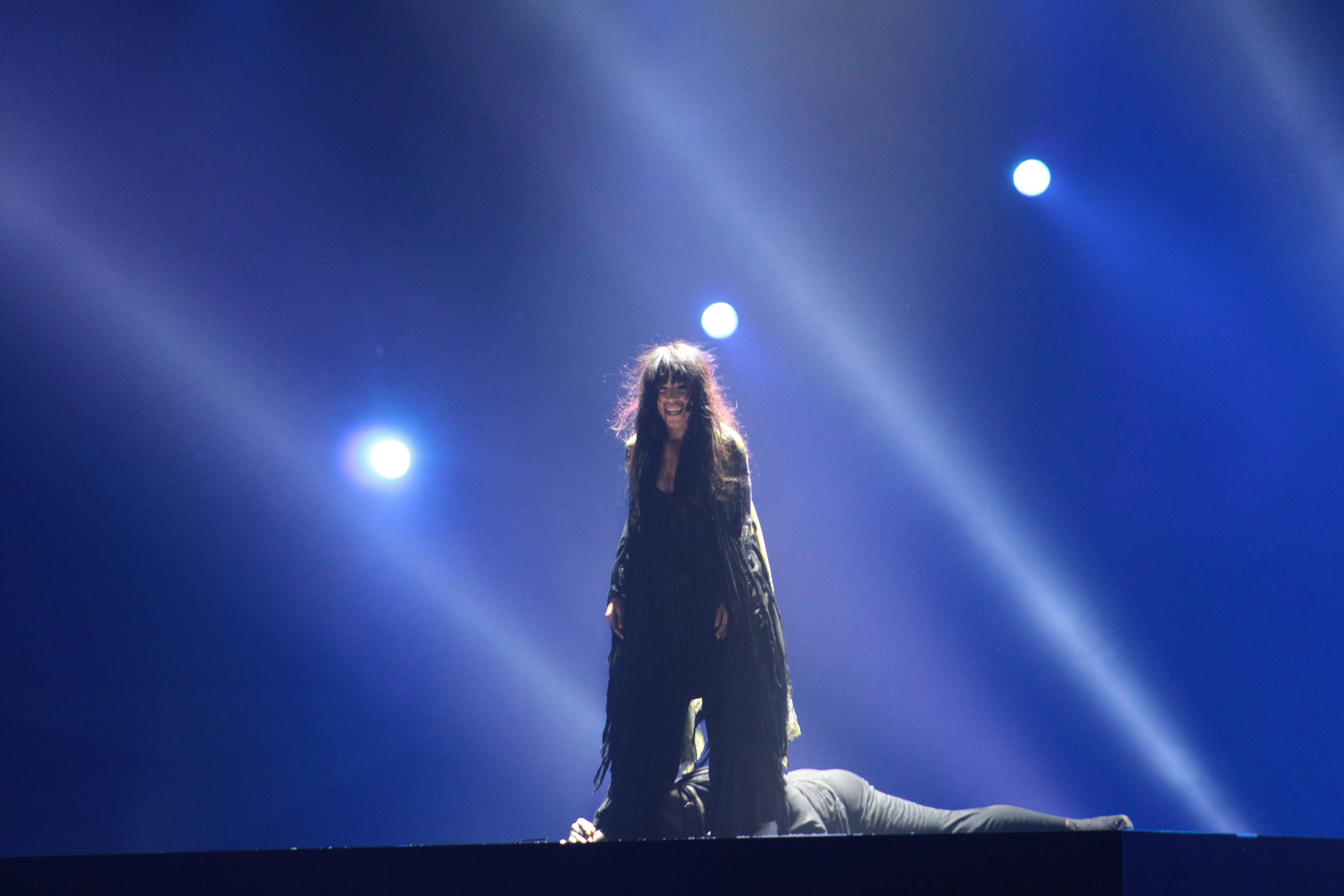
Loreen, ganadora de Eurovisión 2012

Melodifestivalen 2012 fue la 51.ª edición de la selección de la canción sueca para participar en el Festival de la Canción de Eurovisión 2012, que se celebró en Bakú los días 22, 24 y 26 de mayo de 2012.
Christer Björkman, productor de la anterior edición, fue el encargado de producir el programa. En la final celebrada el 10 de marzo de 2012, Loreen fue proclamada ganadora con la canción "Euphoria", que posteriormente se alzaría también con la victoria en Eurovisión.

## Estructura del concurso
En total hubo 32 participantes. Estas contribuciones se dividieron en diferentes semifinales y luego una final. Al igual que los once años anteriores, fueron cuatro semifinales y una ronda de segunda oportunidad previas a la final. Christer Björkman , el productor del Melodifestivalen 2011, fue productor ejecutivo del 2012. Un gestor de artistas, Anders Johansson, asumió el cargo de productor de la competición.
Al igual que en el Melodifestivalen 2011, un jurado fue el encargado de elegir entre las propuestas, las canciones participantes. De todas las propuestas, el jurado seleccionó dieciséis canciones. Los encargados de la SVT eligieron otras quince contribuciones, y, finalmente, los espectadores eligieron un participante. La seleccionada por los espectadores, al igual que los últimos dos años, se eligió mediante la web. A diferencia del Melodifestivalen 2011, los espectadores solo pudieron escoger una sola canción en vez de dos. El 21 y 28 de noviembre de 2011, la SVT comunicó oficialmente las canciones seleccionados y los artistas intérpretes.

## Webjoker
El Webjoker fue la canción seleccionada por los espectadores a través de la web para participar en las galas del Melodifestivalen. A diferencia del año anterior, se seleccionó una única canción en lugar de dos, y la competición se dividió en cuatro semifinales con ocho participantes cada una, a semejanza de las propias galas del Melodifestivalen. De cada semifinal se clasificaron dos canciones para la final, retransmitida por radio.

### Final del webjoker
La final del webjoker fue retransmitida en directo a través del programa de radio P4 Extra el 7 de noviembre de 2011. 
| # | Canción (Traducción al español)                          | Artista          | Autores                             | Posición | Clasificación |
| - | -------------------------------------------------------- | ---------------- | ----------------------------------- | -------- | ------------- |
| 1 | "I mina drömmar" (En mis sueños)                         | Maria BenHajji   | Nanna Sveinsdóttir, Thomas Cars     | 1        | Ganador       |
| 2 | "Beautiful Love" (Bello amor)                            | David Nestander  | Erik Kohl                           | 3        | Eliminado     |
| 3 | "Need To Know" (Necesito saber)                          | Bowties          | Erik Andergren, Erik Källner        | 2        | Eliminado     |
| 4 | "Ingenting, ingen" (Nada, nadie)                         | Caroline Coquard | Caroline Coquard                    | 7        | Eliminado     |
| 5 | "Forever By Your Side" (Por siempre a tu lado)           | Trison           | Martin Johansson                    | 8        | Eliminado     |
| 6 | "All Day All Night" (Todo el día, toda la noche)         | Grand Slam       | Peter Andersson, Andy Swaniz        | 5        | Eliminado     |
| 7 | "A Heartbeat Away" (A un latido de corazón de distancia) | Desconocido      | Jonas Lundström                     | 6        | Eliminado     |
| 8 | "Marilyn Monroe"                                         | Never Alone      | Christofer Erixon, Joakim Björnberg | 4        | Eliminado     |

## Semifinales
Las semifinales se celebraron en Växjö, Gotemburgo, Leksand y Malmö. En cada semifinal compitieron 8 canciones, como se viene haciendo años atrás. 

### 1.º Semifinal: Växjö
La 1.º Semifinal se celebró el 4 de febrero en el VIDA Arena de Växjö.
| # | Artista                                | Canción | Texto (t) / Música (m)                                                                            | Votos 1.ª ronda | Votos 2.ª ronda | Votos Total | Posición | Clasificación |
| - | -------------------------------------- | --- | ------------------------------------------------------------------------------------------------- | --------------- | --------------- | ----------- | -------- | ------------- |
| 1 | Sean Banan                             | "Sean Den Förste Banan" (Sean, el primer Banan)                                                              | Sean Simadi (Sean Banan) (m/t), Joakim Larsson (m/t), Hans Blomberg (m/t), Mårten Andersson (m/t) | 59.068          | 38.378          | 97.446      | 3        | Andra chansen |
| 2 | Abalone Dots                           | "På väg" (Por mi camino)                                                                                     | Rebecka Hjukström (m/l), Sophia Hogman (m/t), Louise Holmer (m/t), Viktor Källgren (m/t)          | 13.156          |                 | 13.156      | 7        | Eliminado     |
| 3 | The Moniker                            | "I Want To Be Chris Isaak (This Is Just the Beginning)" (Quiero ser Chris Isaak (Esto solo es el principio)) | Daniel Karlsson (The Moniker) (m/t)                                                               | 10.776          |                 | 10.776      | 8        | Eliminado     |
| 4 | Afro-dite                              | "The Boy Can Dance" (El chico puede bailar)                                                                  | Figge Boström (m/t), Catrine Loqvist (m/t), Johan Lindman (m/t)                                   | 23.795          | 20.941          | 44.736      | 5        | Eliminado     |
| 5 | Dead by April                          | "Mystery" (Misterio)                                                                                         | Pontus Hjelm (m/l)                                                                                | 49.851          | 48.668          | 98.519      | 2        | FINAL         |
| 6 | Marie Serneholt                        | "Salt & Pepper" (Sal y pimienta)                                                                             | Lina Eriksson (m/t), Mårten Eriksson (m/t), Figge Boström (m/t)                                   | 18.092          |                 | 18.092      | 6        | Eliminado     |
| 7 | Thorsten Flinck & Revolutionsorkestern | "Jag reser mig igen" (Me levanto de nuevo)                                                                   | Thomas G:son (m/t), Ted Ström (m/t)                                                               | 45.192          | 44.438          | 89.630      | 4        | Andra chansen |
| 8 | Loreen                                 | "Euphoria" (Euforia)                                                                                         | Thomas G:son (m/t), Peter Boström (m/t)                                                           | 78.121          | 82.230          | 160.351     | 1        | FINAL         |

### 2.ª Semifinal: Gotemburgo
La 2.ª Semifinal se celebró el 11 de febrero en el Scandinavium de Gotemburgo.
| # | Artista           | Canción                                        | Texto (t) / Música (m)                                                                             | Votos 1.ª ronda | Votos 2.ª ronda | Votos Total | Posición | Clasificación |
| - | ----------------- | ---------------------------------------------- | -------------------------------------------------------------------------------------------------- | --------------- | --------------- | ----------- | -------- | ------------- |
| 1 | Ulrik Munther     | "Soldiers" (Soldados)                          | Ulrik Munther (m/t), Johan Åberg (m/t), Linnea Deb (m/t), Joy Deb (m/t), David Jackson (m/t)       | 60.994          | 52.623          | 113.617     | 2        | FINAL         |
| 2 | Top Cats          | "Baby Doll" (Muñequita)                        | Mårten Eriksson (m/t), Lina Eriksson (m/t), Susie Päivärinta (m/t)                                 | 47.129          | 41.380          | 88.509      | 3        | Andra chansen |
| 3 | Sonja Aldén       | "I din himmel" (En tu cielo)                   | Sonja Aldén (m/t), Bobby Ljunggren (m/t), Peter Boström (m/t)                                      | 12.246          |                 | 12.246      | 6        | Eliminado     |
| 4 | Andreas Lundstedt | "Aldrig" (Nunca)                               | Niclas Lundin (m/t), Maria Marcus (m/t), Randy Goodrum (m/t)                                       | 10.080          |                 | 10.080      | 7        | Eliminado     |
| 5 | Timoteij          | "Stormande hav" (Mar atormentado)              | Kristian Lagerström (m/t), Johan Fjellström (m/t), Stina Engelbrecht (m/t), Jens Engelbrecht (m/t) | 49.752          | 37.249          | 87.001      | 4        | Andra chansen |
| 6 | David Lindgren    | "Shout It Out" (Grítalo)                       | Fernando Fuentes (m/t), Tony Nilsson (m/t)                                                         | 57.696          | 71.678          | 129.374     | 1        | FINAL         |
| 7 | Mimi Oh           | "Det går för långsamt" (Va demasiado despacio) | Anton Malmberg Hård af Segerstad (m/t), Niclas Lundin (m/t)                                        | 9.342           |                 | 9.342       | 8        | Eliminado     |
| 8 | Thomas Di Leva    | "Ge aldrig upp" (Nunca te rindas)              | Thomas Di Leva (m/t)                                                                               | 34.739          | 30.028          | 64.767      | 5        | Eliminado     |

### 3.ª Semifinal: Leksand
La 3.ª Semifinal se celebró el 18 de febrero en el Tegera Arena de Leksand.
| # | Artista                     | Canción                                    | Texto (t) / Música (m) | Votos 1.ª ronda | Votos 2.ª ronda | Votos Total | Posición | Clasificación |
| - | --------------------------- | ------------------------------------------ | --- | --------------- | --------------- | ----------- | -------- | ------------- |
| 1 | Youngblood                  | "Youngblood" (Sangre joven)                | Fredrik Kempe (m/t), David Krüger (m/t)                                                                                              | 26.674          | 23.285          | 49.959      | 4        | Andra chansen |
| 2 | Maria BenHajji              | "I mina drömmar" (En mis sueños)           | Nanna Sveinsdóttir (t), Thomas Cars (m)                                                                                              | 8.720           |                 | 8.720       | 8        | Eliminado     |
| 3 | Mattias Andréasson          | "Förlåt mig" (Perdóname)                   | Mattias Andréasson (m/t) | 24.734          | 23.485          | 48.219      | 5        | Eliminado     |
| 4 | Love Generation             | "Just A Little Bit" (Solo un poco)         | Nadir Khayat (RedOne) (m/t) & RedOne Team (John Mamann, Jean-Claude Sindres, Teddy Sky, Yohanne Simon, Bilal "The Chef" Hajji) (m/t) | 18.081          |                 | 18.081      | 6        | Eliminado     |
| 5 | Carolina Wallin Pérez       | "Sanningen" (La verdad)                    | Michael Clauss (m/t), Martin Bjelke (m/t), Carolina Wallin Pérez (m/t), F Dread (m/t)                                                | 9.849           |                 | 9.849       | 7        | Eliminado     |
| 6 | Andreas Johnson             | "Lovelight" (Luz de amor)                  | Andreas Johnson (m/t), Peter Kvint (m/t)                                                                                             | 39.821          | 38.520          | 78.341      | 3        | Andra chansen |
| 7 | Molly Sandén                | "Why Am I Crying" (Por qué estoy llorando) | Molly Sandén (m/t), Aleena Gibson (m/t), Windy Wagner (m/t)                                                                          | 46.310          | 48.834          | 95.144      | 1        | FINAL         |
| 8 | Björn Ranelid feat. Sara Li | "Mirakel" (Milagro)                        | Fredrik Andersson (m), Björn Ranelid (t)                                                                                             | 38.964          | 41.205          | 80.169      | 2        | FINAL         |

### 4.ª Semifinal: Malmö
La 4.ª Semifinal se celebró el 25 de febrero en el Malmö Arena de Malmö.
| # | Artista                          | Canción                                           | Texto (t) / Música (m)                                                                                    | Votos 1.ª ronda | Votos 2.ª ronda | Votos Total | Posición | Clasificación |
| - | -------------------------------- | ------------------------------------------------- | --- | --------------- | --------------- | ----------- | -------- | ------------- |
| 1 | Charlotte Perrelli               | "The Girl" (La chica)                             | Fredrik Kempe (m/t), Alexander Johnsson (m/t)                                                             | 42.226          | 38.680          | 80.906      | 5        | Eliminado     |
| 2 | OPA                              | "Allting blir bra igen" (Todo irá bien de nuevo)  | Michael Sideridis (m/t)                                                                                   | 7.017           |                 | 7.017       | 8        | Eliminado     |
| 3 | Dynazty                          | "Land Of Broken Dreams" (Tierra de sueños rotos)  | Thomas G:son (m/t), Thomas "Plec" Johansson (m/t)                                                         | 45.227          | 41.170          | 86.397      | 4        | Andra chansen |
| 4 | Lotta Engberg & Christer Sjögren | "Don't Let Me Down" (No me decepciones)           | Lasse Holm (m/t), Lars "Dille" Diedricson (m/t)                                                           | 45.732          | 44.021          | 89.753      | 3        | Andra chansen |
| 5 | Hanna Lindblad                   | "Goosebumps" (Carne de gallina)                   | Hanna Lindblad (m/t), Linda Sundblad (m/t), Tony Nilsson (m/t)                                            | 19.009          |                 | 19.009      | 7        | Eliminado     |
| 6 | Axel Algmark                     | "Kyss mig" (Bésame)                               | Axel Algmark (m/t), Mattias Frändå (m/t), Jonathan Magnussen (m/t)                                        | 31.193          |                 | 31.193      | 6        | Eliminado     |
| 7 | Lisa Miskovsky                   | "Why Start A Fire" (Por qué provocar un incendio) | Lisa Miskovsky (m/t), Aleksander With (m/t), Bernt Rune Stray (m/t), Berent Philip Moe (m/t)              | 49.690          | 52.390          | 102.080     | 2        | FINAL         |
| 8 | Danny Saucedo                    | "Amazing" (Asombrosa)                             | Fernando Fuentes (m/t), Tony Nilsson (m/t), Danny Saucedo (m/t), Peter Boström (m/t), Figge Boström (m/t) | 121.954         | 101.273         | 223.227     | 1        | FINAL         |

## Andra Chansen
La ronda "Andra Chansen" (segunda oportunidad) se celebró el 3 de marzo en el Rosvalla Nyköping Eventcenter de Nyköping.
| SF | Artista                                | Canción                                          | Texto (t) / Música (m)                                                                             | Duelo |
| -- | -------------------------------------- | ------------------------------------------------ | -------------------------------------------------------------------------------------------------- | ----- |
| 1  | Sean Banan                             | "Sean Den Förste Banan" (Sean, el primer Banan)  | Sean Simadi (Sean Banan) (m/t), Joakim Larsson (m/t), Hans Blomberg (m/t), Mårten Andersson (m/t)  | 4     |
| 1  | Thorsten Flinck & Revolutionsorkestern | "Jag reser mig igen" (Me levanto de nuevo)       | Thomas G:son (m/t), Ted Ström (m/t)                                                                | 3     |
| 2  | Top Cats                               | "Baby Doll" (Muñequita)                          | Mårten Eriksson (m/t), Lina Eriksson (m/t), Susie Päivärinta (m/t)                                 | 1     |
| 2  | Timoteij                               | "Stormande hav" (Mar atormentado)                | Kristian Lagerström (m/t), Johan Fjellström (m/t), Stina Engelbrecht (m/t), Jens Engelbrecht (m/t) | 2     |
| 3  | Youngblood                             | "Youngblood" (Sangre joven)                      | Fredrik Kempe (m/t), David Krüger (m/t)                                                            | 4     |
| 3  | Andreas Johnson                        | "Lovelight" (Luz de amor)                        | Andreas Johnson (m/t), Peter Kvint (m/t)                                                           | 2     |
| 4  | Dynazty                                | "Land Of Broken Dreams" (Tierra de sueños rotos) | Thomas G:son (m/t), Thomas "Plec" Johansson (m/t)                                                  | 1     |
| 4  | Lotta Engberg & Christer Sjögren       | "Don't Let Me Down" (No me decepciones)          | Lasse Holm (m/t), Lars "Dille" Diedricson (m/t)                                                    | 3     |

### Duelos
|  | Ronda 1                                                       | Ronda 1                                                       |                                                               |         | Ronda 2 | Ronda 2 |  |  | Clasificados |  |
|  |                                                               |                                                               |                                                               |         |         |         |  |  |              |  |
|  |                                                               |                                                               |                                                               |         |         |         |  |  |              |  |
|  |                                                               |                                                               |                                                               |         |         |         |  |  |              |  |
|  | Dynazty - "Land of Broken Dreams"                             | 46.466                                                        |                                                               |         |         |         |  |  |              |  |
|  | Dynazty - "Land of Broken Dreams"                             | 46.466                                                        |                                                               |         |         |         |  |  |              |  |
|  | Top Cats - "Baby Doll"                                        | 75.114                                                        |                                                               |         |         |         |  |  |              |  |
|  | Top Cats - "Baby Doll"                                        | 75.114                                                        | Top Cats - "Baby Doll"                                        | 98.782  |         |         |  |  |              |  |
|  |                                                               |                                                               | Top Cats - "Baby Doll"                                        | 98.782  |         |         |  |  |              |  |
|  |                                                               | Timoteij - "Stormande hav"                                    | 54.788                                                        |         |         |         |  |  |              |  |
|  | Andreas Johnson - "Lovelight"                                 | Timoteij - "Stormande hav"                                    | 54.788                                                        | 60.969  |         |         |  |  |              |  |
|  | Andreas Johnson - "Lovelight"                                 |                                                               |                                                               | 60.969  |         |         |  |  |              |  |
|  | Timoteij - "Stormande hav"                                    | 69.833                                                        |                                                               |         |         |         |  |  |              |  |
|  | Timoteij - "Stormande hav"                                    | 69.833                                                        | Top Cats - "Baby Doll"                                        |         |         |         |  |  |              |  |
|  |                                                               |                                                               |                                                               |         |         |         |  |  |              |  |
|  |                                                               | Thorsten Flinck & Revolutionsorkestern - "Jag reser mig igen" |                                                               |         |         |         |  |  |              |  |
|  | Thorsten Flinck & Revolutionsorkestern - "Jag reser mig igen" | 109.526                                                       |                                                               |         |         |         |  |  |              |  |
|  | Thorsten Flinck & Revolutionsorkestern - "Jag reser mig igen" | 109.526                                                       |                                                               |         |         |         |  |  |              |  |
|  | Lotta Engberg & Christer Sjögren - "Don't Let Me Down"        | 73.235                                                        |                                                               |         |         |         |  |  |              |  |
|  | Lotta Engberg & Christer Sjögren - "Don't Let Me Down"        | 73.235                                                        | Thorsten Flinck & Revolutionsorkestern - "Jag reser mig igen" | 196.014 |         |         |  |  |              |  |
|  |                                                               |                                                               | Thorsten Flinck & Revolutionsorkestern - "Jag reser mig igen" | 196.014 |         |         |  |  |              |  |
|  |                                                               | Sean Banan - "Sean den förste Banan"                          | 111.443                                                       |         |         |         |  |  |              |  |
|  | Sean Banan - "Sean den förste Banan"                          | Sean Banan - "Sean den förste Banan"                          | 111.443                                                       | 138.034 |         |         |  |  |              |  |
|  | Sean Banan - "Sean den förste Banan"                          |                                                               |                                                               | 138.034 |         |         |  |  |              |  |
|  | Youngblood - "Youngblood"                                     | 63.984                                                        |                                                               |         |         |         |  |  |              |  |
|  | Youngblood - "Youngblood"                                     | 63.984                                                        |                                                               |         |         |         |  |  |              |  |

## Final
La final se celebró el 10 de marzo en el Globen Arena de Estocolmo. Helena Paparizou fue la invitada de honor que cantó en el intermedio una versión propia del tema de Eric Saade "Popular", ganador de la anterior edición del Melodifestivalen.
| #  | Artista                                | Canción                                           | Texto (t) / Música (m)                                                                                    | Votos   | Votos    | Votos | Posición |
| #  | Artista                                | Canción                                           | Texto (t) / Música (m)                                                                                    | Jurados | Televoto | Total | Posición |
| -- | -------------------------------------- | ------------------------------------------------- | --- | ------- | -------- | ----- | -------- |
| 1  | David Lindgren                         | "Shout It Out" (Grítalo)                          | Fernando Fuentes (m/t), Tony Nilsson (m/t)                                                                | 65      | 23       | 88    | 4.º      |
| 2  | Thorsten Flinck & Revolutionsorkestern | "Jag reser mig igen" (Me levanto de nuevo)        | Thomas G:son (m/t), Ted Ström (m/t)                                                                       | 3       | 40       | 43    | 8.º      |
| 3  | Dead by April                          | "Mystery" (Misterio)                              | Pontus Hjelm (m/l)                                                                                        | 25      | 27       | 52    | 7.º      |
| 4  | Lisa Miskovsky                         | "Why Start A Fire" (Por qué provocar un incendio) | Lisa Miskovsky (m/t), Aleksander With (m/t), Bernt Rune Stray (m/t), Berent Philip Moe (m/t)              | 21      | 18       | 39    | 9.º      |
| 5  | Top Cats                               | "Baby Doll" (Muñequita)                           | Mårten Eriksson (m/t), Lina Eriksson (m/t), Susie Päivärinta (m/t)                                        | 35      | 33       | 68    | 6.º      |
| 6  | Loreen                                 | "Euphoria" (Euforia)                              | Thomas G:son (m/t), Peter Boström (m/t)                                                                   | 114     | 154      | 268   | 1.º      |
| 7  | Ulrik Munther                          | "Soldiers" (Soldados)                             | Ulrik Munther (m/t), Johan Åberg (m/t), Linnea Deb (m/t), Joy Deb (m/t), David Jackson (m/t)              | 62      | 26       | 88    | 3.º      |
| 8  | Björn Ranelid feat. Sara Li            | "Mirakel" (Milagro)                               | Fredrik Andersson (m), Björn Ranelid (t)                                                                  | 1       | 24       | 25    | 10.º     |
| 9  | Molly Sandén                           | "Why Am I Crying" (Por qué estoy llorando)        | Molly Sandén (m/t), Aleena Gibson (m/t), Windy Wagner (m/t)                                               | 55      | 22       | 77    | 5.º      |
| 10 | Danny Saucedo                          | "Amazing" (Asombrosa)                             | Fernando Fuentes (m/t), Tony Nilsson (m/t), Danny Saucedo (m/t), Peter Boström (m/t), Figge Boström (m/t) | 92      | 106      | 198   | 2.º      |

### Jurados
| Canción              | Bandera de Bélgica | Bandera de Estonia | Bandera de Chipre | Bandera del Reino Unido | Bandera de Bosnia y Herzegovina | Bandera de Francia | Bandera de Ucrania | Bandera de Malta | Bandera de Alemania | Bandera de Irlanda | Bandera de Noruega | Total |
| -------------------- | ------------------ | ------------------ | ----------------- | ----------------------- | ------------------------------- | ------------------ | ------------------ | ---------------- | ------------------- | ------------------ | ------------------ | ----- |
| "Shout It Out"       | 10                 | 2                  | 8                 | 8                       | 10                              | 2                  | 1                  | 12               | 2                   |                    | 10                 | 65    |
| "Jag reser mig igen" |                    |                    |                   |                         | 2                               |                    |                    |                  |                     |                    | 1                  | 3     |
| "Mystery"            |                    | 1                  | 1                 |                         | 8                               | 6                  |                    |                  | 1                   | 4                  | 4                  | 25    |
| "Why Start a Fire?"  | 4                  |                    |                   | 1                       | 4                               | 1                  | 2                  | 1                |                     | 2                  | 6                  | 21    |
| "Baby Doll"          | 1                  | 8                  | 4                 | 4                       |                                 |                    | 4                  | 2                | 6                   | 6                  |                    | 35    |
| "Euphoria"           | 6                  | 12                 | 12                | 6                       | 12                              | 10                 | 10                 | 10               | 12                  | 12                 | 12                 | 114   |
| "Soldiers"           | 2                  | 6                  | 6                 | 10                      |                                 | 4                  | 8                  | 8                | 10                  | 8                  |                    | 62    |
| "Mirakel"            |                    |                    |                   |                         | 1                               |                    |                    |                  |                     |                    |                    | 1     |
| "Why Am I Crying?"   | 8                  | 4                  | 10                | 2                       | 6                               | 8                  | 6                  | 4                | 4                   | 1                  | 2                  | 55    |
| "Amazing"            | 12                 | 10                 | 2                 | 12                      |                                 | 12                 | 12                 | 6                | 8                   | 10                 | 8                  | 92    |

### Televoto
| Canción              | Jurado | N.º de televotos | Puntos | Total |
| -------------------- | ------ | ---------------- | ------ | ----- |
| "Shout It Out"       | 65     | 102.308 (5,0%)   | 23     | 88    |
| "Jag reser mig igen" | 3      | 172.715 (8,4%)   | 40     | 43    |
| "Mystery"            | 25     | 119.473 (5,8%)   | 27     | 52    |
| "Why Start a Fire?"  | 18     | 77.559 (3,8%)    | 21     | 39    |
| "Baby Doll"          | 35     | 142.688 (7,0%)   | 33     | 68    |
| "Euphoria"           | 114    | 670.551 (32,7%)  | 154    | 268   |
| "Soldiers"           | 62     | 112.025 (5,4%)   | 26     | 88    |
| "Mirakel"            | 1      | 103.200 (5,0%)   | 24     | 25    |
| "Why Am I Crying?"   | 55     | 94.525 (4,6%)    | 22     | 77    |
| "Amazing"            | 92     | 458.388 (22,3%)  | 106    | 198   |